# Karl Heinrich Georg von Bistram
Karl Heinrich Georg von Bistram (rusko Карл Иванович Бистром), ruski general nemškega rodu, * 1770, † 1838.
Bil je eden izmed pomembnejših generalov, ki so se borili med Napoleonovo invazijo na Rusijo; posledično je bil njegov portret dodan v Vojaško galerijo Zimskega dvorca.

## Življenje
Med vojno 1806-07 se je izkazal kot eden izmed najbolj pogumbnih poveljnikov polka. 